# Але Фрутаце (Тревизо)
Але Фрутаце (итал. Alle Fruttazze) је насеље у Италији у округу Тревизо, региону Венето.
Према процени из 2011. у насељу је живело 25 становника. Насеље се налази на надморској висини од 38 м.